# Stefaan Noreilde
Stefaan Noreilde, né le 30 avril 1976 à Deinze est un homme politique belge flamand, membre de OpenVLD.
Il est licencié en droit (UGent) et juriste.

## Carrière politique
- 1999-2000 : collaborateur parlementaire (Sénat)
- 2000-2003 : collaborateur de cabinet (ministre de la Justice)
- 2002-2003 : président du Jong VLD-Nationaal
- 2003-2007 : sénateur élu direct, suppléant de Karel De Gucht
- 2007-     : conseiller communal à Gand